# Wilhelm Kohlhammer

Wilhelm Kohlhammer

Wilhelm Kohlhammer (* 26. August 1839 in Meimsheim bei Heilbronn; † 8. März 1893 in Stuttgart) war ein deutscher Verleger und Buchdrucker.

## Leben
Wilhelm Kohlhammer, Sohn des Landwirts und Schäfers Johann Jakob Kohlhammer und von dessen Frau Rosine Margarete, geb. Juppenlatz, ging nach der Volksschule bei einem Notar in die Lehre und war anschließend einige Jahre als Notariatsassistent tätig. Im April 1866 heiratete er Pauline Katarhina Rümelin und übernahm von seiner Schwiegermutter die „Rümelin’sche Buchdruckerei, Buchhandlung und Badeanstalt“. Am 30. April 1866 erklärt er im Gewerbeänderungsprotokoll der Gemeinde Stuttgart, dass er die 1849 gegründete Druckerei und Badeanstalt seines verstorbenen Schwiegervaters Gottlob Carl Rümelin übernommen habe. Er gibt sofort der Druckerei den Firmennamen „W. Kohlhammer“.
Seine Erfahrung als Notariatsassistent brachte ihn auf den Gedanken, für standardisierte Verwaltungsvorgänge Formulare herzustellen und dadurch nicht nur zeitraubende Schreibarbeit zu vermeiden, sondern auch einen Beitrag zur administrativen Rechtssicherheit zu leisten (Formularverlag).
Außer dem Druck von Vordrucken wurde er zum Verlag von Dienstvorschriften und Gesetzestexten sowie rechtswissenschaftlichen Werken. Die Vereinheitlichung des Rechts nach der Reichsgründung 1871 bot Gelegenheit für württembergische Ausführungsbestimmungen. In Verbindung mit dem Landesrecht entwickelte sich auch die Landeskunde, die er verlegerisch in Sammelwerken für die Beschreibungen der 64 württembergischen Oberämter und den vier Bänden „Das Königreich Württemberg“ nutzte.
Neben den Buchdrucken verlegte er frühzeitig Kalender und Zeitschriften.

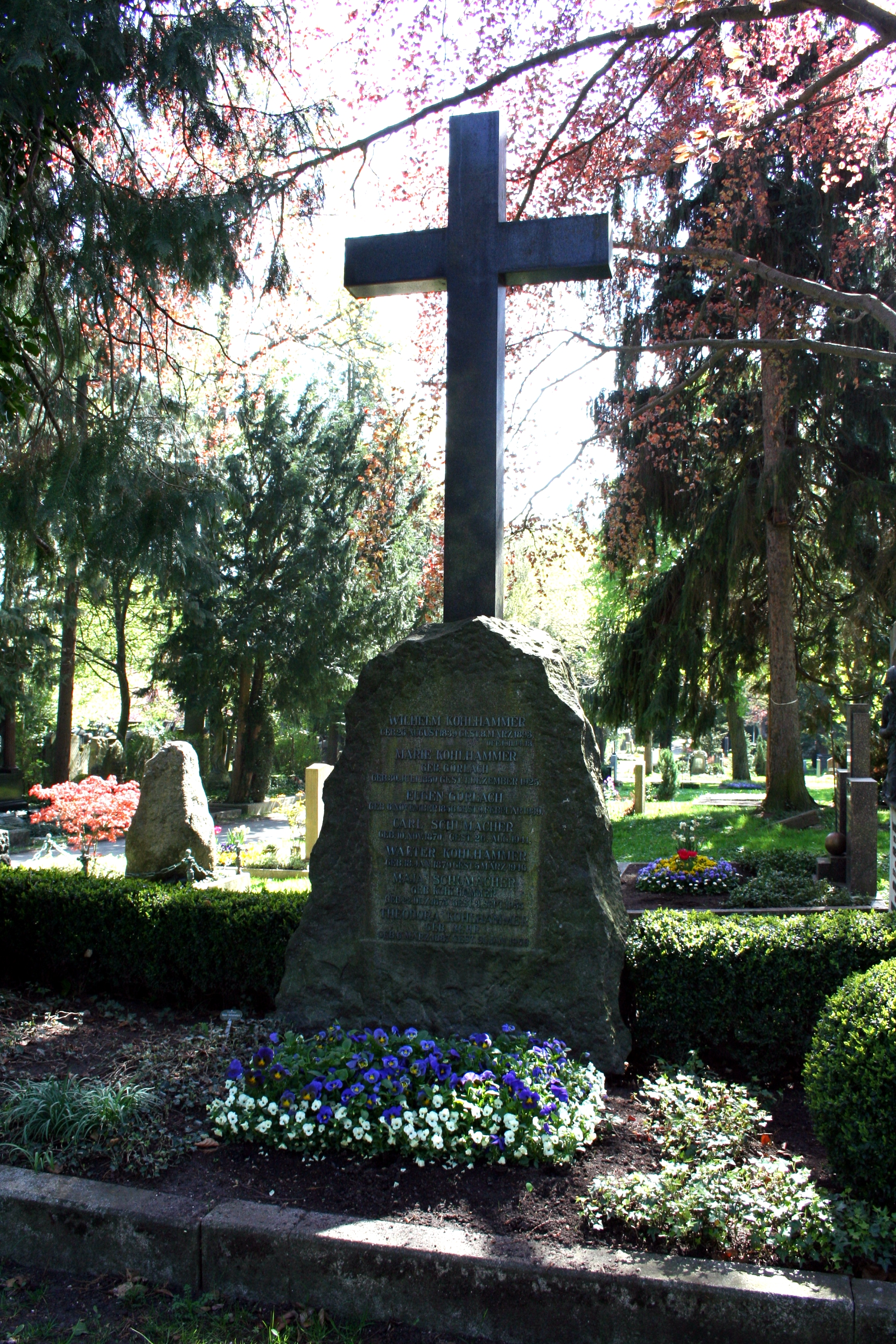
Grabstein auf dem Stuttgarter Pragfriedhof

Kohlhammer gründete 1872 das „Neue Deutsches Familienblatt“, welches ab 1895 auf einer Rotationsdruckmaschine gedruckt wurde und in einer Auflage von 185.000 Exemplaren im Jahr 1914 erschien. Durch den Erfolg des  Familienblattes erwarb er 1882 die Verlagsrechte an der „Deutschen Feuerwehrzeitung“.
1873 starb Kohlhammers erste Ehefrau, im April 1874 heiratete er in zweiter Ehe Marie Friederike Görlach. Aus der Ehe gingen zwei Kinder hervor: Maria Lucie (* 1875) und Walter Wilhelm (1879–1946).
Nach seinem plötzlichen Tod 1893 wurde der Verlag von seiner Witwe mit Unterstützung ihres Bruders Eugen Görlach weitergeführt.
Sein Grab befindet sich auf dem Stuttgarter Pragfriedhof.